# Makeanveden allas
Makeanveden allas är en sjö i kommunen Kemi i landskapet Lappland i Finland. Arean är 60 hektar och strandlinjen är 6,32 kilometer lång.  Den  ingår i Egentliga Bottenvikens avrinningsområde.  Sjön ligger omkring 100 kilometer sydväst om Rovaniemi och omkring 610 kilometer norr om Helsingfors. 
I sjön finns ön Tankokari. 